# Réservoir d'eaux chaudes de l'hémisphère occidental

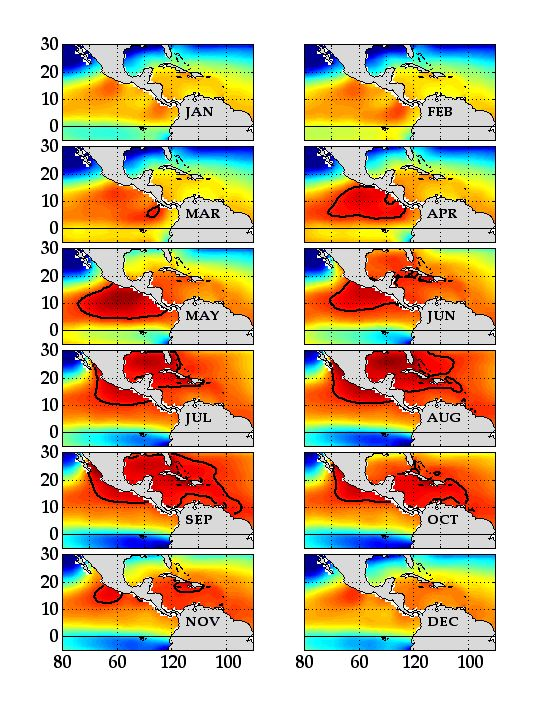
Cycle annuel du réservoir d’eau chaude de l’hémisphère occidental.

Le réservoir d’eau chaude de l’hémisphère occidental (WHWP pour Western Hemisphere Warm Pool) est une zone de températures de surface de la mer supérieures à 28,5 °C qui se développe au printemps à l’ouest de l’Amérique centrale, puis s’étend aux eaux tropicales à l’est. Ce phénomène concerne l'océan Atlantique tropical, l'est des Petites Antilles, la mer des Caraïbes, le golfe du Mexique et l'est de l'océan Pacifique nord.
Le cycle de chauffage du réservoir commence par la montée en température de l'est du Pacifique Nord au printemps. Une configuration dipolaire s'installe au large de l’Amérique centrale en raison de l'arrivée d’air plus froid et sec franchissant l’isthme de Tehuantepec. Au printemps, les masses d'eaux chaudes grossissent et fusionnent. Leur chaleur et leur humidité alimentent la mousson mexicaine. En été, la chaleur s'étend aux régions du golfe du Mexique et des Caraïbes.

## Relation avec les ouragans de l'Atlantique
Des études montrent que la partie atlantique du WHWP (AWP) est impliqué dans l'activité des ouragans locaux. Un AWP grand (ou petit) atténue (ou augmente) le cisaillement du vent vertical troposphérique dans la principale région de développement des ouragans de l'Atlantique et augmente (ou diminue) l'instabilité statique de l’humidité de la troposphère, deux phénomènes qui favorisent (respectivement ne favorisent pas) l'évolution des tempêtes tropicales en ouragans majeurs.

## Relation avec El Niño
L'étude des relevés climatologiques montre une relation entre El Niño et le réservoir d’eaux chaudes de l’hémisphère occidental (WHWP). Au cours d'un hiver normal dans l'hémisphère nord, le réchauffement diabatique en Amazonie entraine une cellule de Hadley dont l'air descend sur un anticyclone au-delà de 20° de latitude dans l'Atlantique Nord subtropical alimentant les alizés nord-est qui lui sont associés entre l'Afrique et les Caraïbes. El Niño a pour effet d'affaiblir la cellule amazonienne, l'anticyclone et les alizés d'est, ce qui provoque un réchauffement plus marqué de l'Atlantique Nord tropical au printemps. Environ la moitié des épisodes d’El Niño persistent suffisamment au printemps pour que le réservoir d’eaux chaudes s'amplifie notablement en été.

## Événements emblématiques
- 800-900, effondrement de la civilisation maya classique en raison de la sècheresse dans la péninsule du Yucatán[1].
- 29 août 2005, ouragan Katrina, ravageant la région de la Nouvelle-Orléans, du Mississippi et de la Côte du Golfe[2].

### Traduction
- (en) Cet article est partiellement ou en totalité issu de l’article de Wikipédia en anglais intitulé « Western Hemisphere Warm Pool » (voir la liste des auteurs).